# Beszélgetések és mondások
A Beszélgetések és mondások (hagyományos kínai: 論語, egyszerűsített kínai: 论语, pinjin hangsúlyjelekkel: Lún yǔ, magyar népszerű: Lun jü) Konfuciusz bölcseleteit tartalmazza. Technikailag azonban a szerző nem Konfuciusz, mert a mondásokat halála után tanítványai, illetve tanítványainak tanítványai jegyezték le. A műre lehet hivatkozni így is: Konfuciusz Lun jü (Lun yu). "A Lun jü (Lun yu) a világirodalom és az egyetemes emberiség egyik legmeghatározóbb alapműve, mind filozófiai mondanivalójában, mind a történelem során emberek milliárdjaira kifejtett hatásában."

## A Lun jü története

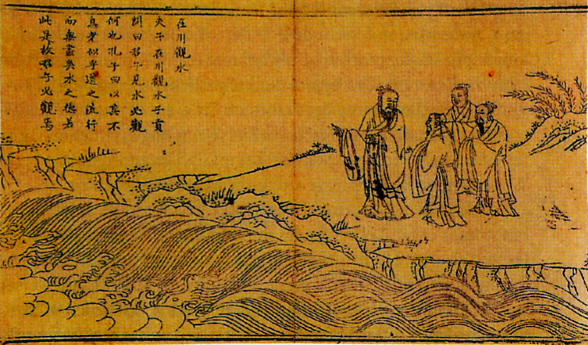
Konfuciusz tanítványaival a folyóparton

A mű keletkezése az i.e. 5. század végére, 4. század elejére tehető. Legkorábbi megnevezése, a korabeli egyéb filozófiai művekhez hasonlóan, az eszmei szerző neve után Kung ce (Konzi) (孔子) volt, s csak néhány száz évvel Konfuciusz halála után kezdtek Lun jü (論語) néven hivatkozni rá.
Kína első császára, Csin Si Huang-ti (Csin Si Huang-ti (Qin Shi Huangdi), 秦始皇帝) i. e. 213-ban nem csak a konfuciánus tudósok százait temettette el elevenen, hanem az ország minden részéből összegyűjtette a konfuciánus műveket s azokat is elégettette. A „nagy könyvégetés” során megsemmisült a Lun jü szinte minden példánya így a zsarnok császár halálát követő időszakban a még életben maradt konfuciánus tudósok saját emlékezetükből és rejtekhelyeken eldugott egyes töredékekből voltak kénytelenek újra lejegyezni Konfuciusz bölcseleteit. De minthogy egyetlen bizonyíthatóan Chin (Qin)-kor (秦) előtti példány sem maradt fönn, ezért az elmúlt kétezer év során heves viták alakultak ki arról, hogy a több helyen, többek által újraírt szövegváltozatok közül melyik állhat a legközelebb az eredetihez.
A Nyugati Han-dinasztia (西漢) idején (i. e. 206 – i. sz. 9) a Lun jü-nek már három változata létezett: a Lu lun (魯論), azaz a Lun jü Lu államból származó változata, mely húsz fejezetből állt; a Chi (Qi) lun (齊論), azaz a Chi (Qi) államból származó Lun jü, mely huszonkét fejezetből állt; végül pedig a Gu lun (古論) – vagy Guwen Lun jü (古文論語), azaz az ősi Lun jü. Ez az archaikus írással íródott változat a hagyomány szerint Konfuciusz házának falából került elő.
A napjainkban legszélesebb körben ismeretes, úgynevezett „hagyományosan fennmaradt” Lun jü-re a legnagyobb hatást a Han-kori Chang Jü (Zhang Yu) (張禹) tette, aki i. e. 48 körül megpróbálta egységesíteni a Lun jü-t. Munkája során a Lu lun-t tekintette az alapszövegnek. A Lun jü általa megalkotott változata a Han-korban olyan nagy népszerűségnek örvendett, hogy jelentőségében túlszárnyalta a többit s végül ez lett az a szöveg, amit i. sz. 175 körül kőtáblába véstek.

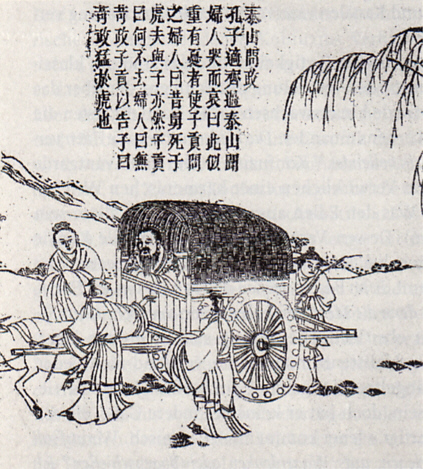
Konfuciusz vándorútján

A későbbi korokban a Lun jü-re, illetve annak értelmezésére a legnagyobb hatással a Szung (Song)-kori (宋) {{{2}}} (Csu Hszi) (Zhu Xi, 朱熹, 1130–1200) volt. Zhu Xi (Csu Hszi) kommentárjai azonban, a korábbi kommentátorok munkáitól eltérően, messze túlmennek az egyszerű szövegmagyarázatokon és sokkal inkább Zhu Xi (Csu Hszi) saját filozófiájának egyfajta alátámasztásaként próbálják meg a Lun jü szövegét értelmezni. Ennek ellenére a Song-kortól egészen a császárkor végéig (1911) a Zhu Xi (Csu Hszi)-féle értelmezés volt az melynek szellemiségéhez a császári hivatalnokvizsgákon évszázadokon át igazodni kellett. Mind a mai napig a konzervatív konfuciánus kutatók ezt tekintik egyedül elfogadható értelmezésének, még akkor is, ha a Zhu Xi (Csu Hszi)t időben jóval megelőző kommentátorok esetleg teljesen másként magyaráztak szövegrészeket, sőt még akkor is, ha az újabb archeológiai leletek ellentmondanak ennek az értelmezésnek. Egy ilyen archeológiai lelet a Dingzhou (定州) város közelében feltárt sírból előkerült Lun jü-töredék, mely az i. e. 55. év előttről származik. Ez a szöveg több helyen és sokszor jelentős mértékben eltér a hagyományosan elfogadottól.

## A szöveg szerkezete
A napjainkban általánosan ismeretes szöveg húsz fejezetből (編 pien (bian)) áll, melyek mindegyike több-kevesebb részre (章 chang (zhang)), vagyis mondásokra tagozódik, amelyekből az egész műben nagyjából 500 található – a pontos szám attól függ, hogy egyes kérdéses mondásokat szétválasztunk vagy összekötünk.
A hagyományos nyugati sinológia a fejezeteket római számmal, míg a mondásokat arab számokkal jelöli (pl.: XII/3). Az újabb kori sinológusok ettől némiképp eltérően a fejezetek számait is arab számokkal adják meg (pl.: 12/3.). Az eredeti kínai szöveg nem tartalmazott sorszámozást, csupán a könnyebb hivatkozás érdekében, nagyjából a Han-kortól kezdve, a fejezetek első részének első két, illetve három írásjegyét szokás feltüntetni a fejezet egyfajta címeként, de ez a cím semmiféle jelentőséggel nem bír. A legkorábbi szövegekben nem voltak fejezetcímek és nem volt központozás sem.

## A Lun jü alapfogalmai
Konfuciusz filozófiája számos „alapfogalomra” épül. A legfontosabb ilyen alapfogalmak: a helyes út (道 tao (dao)), az erények (德 te (de)), a tradíciók (禮 li), az igazság (義 ji (yi)), a kötelességtudat (忠 csung (zhong)), az empátia gyakorlata (恕 shu), a szavahihetőség (信 hszin (xin)), a bátorság (勇 jung (yong)), a gyermeki szeretet (孝 hsziao (xiao)), az éberség (仁 zsen (ren)), a harmónia (和 hö (he)), a boldogság (樂 lö (le)), a tanulás (學 hszüe (xue)), a műveltség (文 wen), a nevek helyreigazítása (正名 cseng ming (zheng ming)), a közép (中 csung (zhong)), a tettrekészség (敏 min), az akaraterő (志 csö (zhi)), az elégedettség (說 jüe (yue)), a nemesb ember (君子 csün ce (jun zi)), a kisember (小人 hsziao zsen (xiao ren)), a megfelelő-ember (善人 shan zsen (shan ren)), az írástudó (士 shi), a kiváló-erényű ember (賢 hszien (xian)) a tökéletes-bölcs (聖 sheng). Ezekhez járul még sok-sok ritkábban említett, de ugyancsak nagy jelentőséggel bíró fogalom, amelyek összessége alkotja a konfuciuszi terminológiát. Az „alapfogalmak” fordításakor használt magyar szavak jelentése sokszor ugyan összecseng a napjainkban használt jelentéssel, legtöbbször azonban eltér tőle, s nemritkán pedig, amikor egy fontosabb kifejezéssel találkozunk, nagymértékben el kell vonatkoztatnunk a szó eredeti magyar nyelvű jelentésétől.
Kiváltképp a legtöbbet vitatott és legnehezebben értelmezhető fogalmak esetében van így, mint amilyen például az „éberség” (仁 zsen (ren)), a „tradíciók” (禮 li) vagy a „nemesb ember” (君子 csün ce (jun zi)).

## A Lun jü jelentősége
Konfuciusz bölcseletei – a Lun jü – a világirodalom egyik legrégebbi és legtöbbet olvasott műve. Jelentőségét tekintve csak olyan írásokhoz fogható, mint a Biblia, a Buddha beszédei, a Korán, a Tao-tö-king vagy Platón és Arisztotelész művei. Közel kétezer-ötszáz éve hagyományozódik tovább, nemzedékről nemzedékre alakítva emberek gondolkodását és országok kultúráit.
A Lun jü minden bizonnyal a kínai emberek által, hosszú történelmük során, a legtöbbet olvasott és tanulmányozott mű. Ugyanígy a nyugati sinológia is nem kevés figyelmet szentelt már e valóban igen fontos, az egész kínai kultúrát és gondolkodást alapjaiban meghatározó könyvnek. A Han-kortól kezdve a kínai írástudók kommentárok ezreit írták a Lun jü különböző részeihez vagy egészéhez, s szinte minden jelentősebb nyelvre lefordították már, sőt angol nyelven a különböző fordítások tucatjait találhatjuk meg a könyvtárak polcain. Ezen kommentárok és fordítások azonban rengeteg pontban, sokszor igen jelentős kérdésekben is eltérnek egymástól.

## Magyar fordítások
1. Lun Yü. Kung mester beszélgetései; ford., bev. Hamvas Béla; Biblioteca, Bp., 1943
Részleges fordítás, mely nagyjából a Lun jü felét tartalmazza, és nem eredeti kínaiból, hanem német nyelvű forrás alapján készült.
2. Beszélgetések és mondások; ford., bev., jegyz. Tőkei Ferenc; Szukits, Szeged, 1995 (A bölcselet mérföldkövei)
A teljes Lun jü eredeti kínaiból fordítva, jegyzetekkel kiegészítve. Egy későbbi kiadásnál a cím kissé módosult: Konfuciusz beszélgetései és mondásai.
  - Konfuciusz beszélgetései és mondásai (Lun jü) kínaiul és magyarul; vál., szöveggond., ford., jegyz. Tőkei Ferenc; Orientalisztikai Munkaközösség; Bp., 2001
3. Konfuciusz bölcseletei. Lun jü; ford., ill. Őri Sándor; Golden Goose, Bp., 2012
A teljes Lun jü eredeti kínaiból fordítva, a legrégebbi Lun jü szövegek (Dingzhou Lunyu) felhasználásával.
4. Beszélgetések és mondások; ford., jegyz., utószó Tokaji Zsolt; Helikon, Bp., 2017 (Helikon zsebkönyvek)
A teljes Lun jü eredeti kínaiból fordítva.

## Idézetek a Lun jü-ből
"A Mester mondotta:
Ételünk legyen akár száraz rizs, s csak víz az italunk,
párnaként pedig jobb híján megfelel behajlított karunk,
a boldogsághoz még akkor is ugyanúgy eljuthatunk;
Mert hiába a vagyon és a rang, ha az igazsággal nincs összhang;
Számomra olyan lenne, akár a felhő: tovaszálló s elenyésző."
(Lun jü VII./15., Őri Sándor fordítása)
"A mester mondotta: 'Tanulni és nem gondolkodni: hiábavaló fáradság; gondolkodni és nem tanulni pedig: veszedelmes.'"
(Lun jü II./15., Tőkei Ferenc fordítása)
"A Mester mondotta:
Az erényes sosem marad árva,
mindig akad neki társa."
(Lun jü IV./25., Őri Sándor fordítása)